# Carl Christenson
Carl Christenson (i riksdagen kallad Christenson i Malmö), född 28 augusti 1899 i Hyby, död 4 juli 1969 i Malmö, var en svensk köpman och politiker (folkpartist).
Carl Christenson, som kom från en bondefamilj, verkade som köpman i Malmö. Åren 1932-1969 var han ordförande i Föreningen Sveriges aktiva handelsresande. 
Han engagerade sig som ung i den liberala rörelsen och var bland annat ordförande i Sveriges liberala ungdomsförbund 1932-1934 och redaktör och utgivare för förbundets tidskrift Liberal Ungdom 1932-1935. Efter den liberala återföreningen 1934 var han vice ordförande i Folkpartiets ungdomsförbund.
Han var riksdagsledamot 1949-1964 i andra kammaren för fyrstadskretsen. I riksdagen var han bland annat ledamot i allmänna beredningsutskottet i andra kammaren 1950-1953 samt i bevillningsutskottet 1962-1964. Han engagerade sig bland annat för regelförenklingar för företag.